# Kanton Les Mées
Der Kanton Les Mées war bis 2015 ein französischer Wahlkreis im Arrondissement Digne-les-Bains, im Département Alpes-de-Haute-Provence und in der Region Provence-Alpes-Côte d’Azur. Er umfasste sechs Gemeinden, Hauptort (frz.: chef-lieu) war Les Mées. Die landesweiten Änderungen in der Zusammensetzung der Kantone brachten im März 2015 seine Auflösung. Sein letzter Vertreter im conseil général des Départements war von 2001 bis 2015 Serge Sardella.

## Gemeinden
| Gemeinde     | Einwohner (Stand: 2022) | Code postal | Code Insee |
| ------------ | ----------------------- | ----------- | ---------- |
| Le Castellet | 300                     | 04700       | 04041      |
| Entrevennes  | 169                     | 04700       | 04077      |
| Malijai      | 2019                    | 04350       | 04108      |
| Les Mées     | 3992                    | 04190       | 04116      |
| Oraison      | 6042                    | 04700       | 04143      |
| Puimichel    | 254                     | 04700       | 04156      |